# Zahumsko-hercegovačka i primorska eparhija
Zahumsko-hercegovačka i primorska eparhija, eparhija Srpske pravoslavne Crkve koja djeluje na području Bosne i Hercegovine, Crne Gore i Hrvatske. Sjedište eparhije je u Mostaru. Trenutačni episkop je Dimitrije Rađenović (od 2018.).

## Povijest
Stari nazivi ove teritorije bili su Zahumlje ili Humska zemlja, da bi se od 15. stoljeća ustalio naziv za širu oblast Hercegovina, po hercegu Stjepanu Vukčiću Kosači. Kada je Srpska pravoslavna crkva postala autokefalna 1219, tada je Sveti Sava na ovom prostoru osnovao Humsku eparhiju sa sjedištem u Stonu kod Dubrovnika, kao i Zetsku eparhiju sa sjedištem na Prevlaci u Boki kotorskoj.
Poslije pada Kraljevine Bosne pod osmansku vlast, sjedište Eparhije se pomjeralo i konačno se ustalilo u manastiru Tvrdoš, kod Trebinja. Zbog povijesnih okolnosti eparhija se potom podijelila na dva dijela: na Trebinjsku eparhiju i na Mileševsku. U drugoj polovini 17. stoljeća sjedište ove eparhije postao je  Nikšić, (Budimljansko-polimska eparhija).
Nakon Austro-ugarske okupacije Bosne i Hercegovine, Hercegovačka eparhija ulazi, u sastav autonomne Mitropolije dabrobosanske, 1920. godine postala je dio ujedinjene Srpske pravoslavne crkve.  
Od 18. stoljeća sjedište eparhije ustalilo se u Mostaru, odakle je prinudno premješteno tokom posljednjeg rata u manastir Tvrdoš. Tokom Drugog svjetskog rata na području Eparhije zahumsko-hercegovačke i primorske jedna crkva je srušena do temelja, a 18 ih je oštećeno. Pet parohijskih domova je srušeno, a četiri su oštećena. Uništeno je 12 knjižnica i 21 crkvena arhiva. U ratu 1992.—1995., porušeno je 36 crkava, a znatno je oštećeno 28 crkava. Manastir Žitomislić je srušen, a manastir Zavala je veoma oštećen. Porušeno je 12 parohijskih domova, a dva su oštećena.

## Saborna crkva
Gradnja Saborne crkve u Mostaru je počela 1863, na Perkovini, u vinogradu koji je nekada Ali-paša Rizvanbegović zauzeo i oko koga se poslije njegova sloma vodila rasprava. Omer-paša Latas je imanje dodijelio za izgradnju crkve. Crkva je rađena s elementima romanike, gotike, levantinskog baroka i islamskog graditeljstva. Osnova bila je u obliku križa. Za zidanje crkve korišten je kamen. Sultan Abdul Aziz darovao je 100.000 groša kao svoj prilog za građenje crkve. Najveći dio novčanih sredstava i doprinos u radu dali su uglavnom Mostarci. 
U potpunosti je srušena miniranjem za vrijeme rata u Bosni i Hercegovini 1992. godine. Obnova je počela 2010.

## Vanjske poveznice
- Službene stranice Zahumsko-hercegovačke i primorske eparhije